# فولفغانغ بارتلس
فولفغانغ بارتلس هو سياسي ألماني، ولد في 23 أغسطس 1903 في مونستر في ألمانيا، وتوفي في 13 ديسمبر 1975 في بوخوم في ألمانيا. نشط حزبياً في الحزب النازي والاتحاد الديمقراطي المسيحي. وقد انتخب عضو في البوندستاغ الألماني خلال فترته النيابية ‏ (15 أكتوبر 1957 – 15 أكتوبر 1961).